# Мотјешице
Мотјешице (слч. Motešice) насељено је мјесто са административним статусом сеоске општине (слч. obec) у округу Тренчин, у Тренчинском крају, Словачка Република.

## Становништво
| Година:    | 1994. | 2004.    | 2014.   | 2024.   |
| ---------- | ----- | -------- | ------- | ------- |
| Број људи: | 1024  | 811      | 796     | 779     |
| Разлика:   |       | -20,80 % | -1,84 % | -2,13 % |

| Година:    | 2023. | 2024.   |
| ---------- | ----- | ------- |
| Број људи: | 781   | 779     |
| Разлика:   |       | -0,25 % |

Према подацима о броју становника из 2024. године насеље је имало 779 становника.